# Enrique Pinder
Enrique Pinder (* 7. August 1947 in Panama-Stadt; † 15. Juni 2024) war ein panamaischer Boxer im Bantamgewicht.

## Profikarriere
Im Jahre 1966 begann er erfolgreich seine Profikarriere. Ende Juli 1972 boxte er gegen Rafael Herrera um die Weltmeistertitel der Verbände WBC und WBA und siegte durch einstimmige Punktrichterentscheidung. Diese Gürtel verlor er allerdings bereits in seiner ersten Titelverteidigung im Januar des darauffolgenden Jahres an Romeo Anaya durch Knockout. Nach zwei weiteren Niederlagen im selben Jahr beendete Pinder seine Karriere.
Pinder verstarb im Juni 2024 im Alter von 76 Jahren.